# ライアン・オニール
ライアン・オニール（Ryan O'Neal、1941年4月20日 - 2023年12月8日）は、アメリカ合衆国カリフォルニア州ロサンゼルス出身の俳優。

## 生涯

### 生い立ち
作家兼脚本家の父親と元女優の母親の元に生まれる。幼いころは、主にヨーロッパ諸国や中米を転々としてすごしていたが、アメリカに単身で帰国する。10代半ばの頃、兵学校卒業を機に西ドイツで両親と暮らし始めた。この時期、主にスタントマンとしてテレビドラマ中心に仕事を得て、程なく俳優としても注目され始めた。23歳の時に再びアメリカに戻り、1964年スタートのテレビシリーズ『ペイトンプレイス物語』に大役を得て転機となった。テレビドラマで成功したが、以後は映画に活躍の舞台を移し、逞しい肉体と端正な二枚目マスクを武器に落ち着いた演技力を披露する。一気にスターダムに駆け上がった。

### 『ある愛の詩』と私生活
1960年代を代表する二枚目俳優として活躍の場を見出したオニールだったが、その女性遍歴もキャリアに負けず目を見張るものであった。出世作である『ペイトンプレイス物語』で共演したバーバラ・パーキンスと浮名を流したのを皮切りに、最初の妻ジョアンナと離婚。1967年には、やはり共演者リー・テイラー＝ヤングと再婚したものの、離婚に至っている。こうした私生活のゴシップがある中で主演した『ある愛の詩』が大ヒット。公開当時、日本でもテーマ音楽が信号待ちの間に街頭で流れるなど、作品の人気が後押しをしてかオニールの存在は世界にも知られるようになった。
この後は、一転してシリアス路線からコミカルな役柄に活路を見出した他、1973年の『ペーパー・ムーン』では、はじめて娘のテータムと初共演。彼女はこの作品でアカデミー助演女優賞を受賞している。ちなみにテータムが演じたアディ役はジョディ・フォスターに引き継がれテレビシリーズ化もされた。
この他、1975年には鬼才スタンリー・キューブリック監督が重厚な人間ドラマを演出した大河ドラマ的な異色作『バリー・リンドン』に主演。1978年には『ある愛の詩』の続編が製作されるなど、1970年代は俳優としては作品にも恵まれ絶頂期にあったが、反面、これに驕るような言動や態度が周囲にも知られる他、多くのトラブルを私生活で巻き起こし対立の火種を生むなど、問題行動も取りざたされた。

### 慢性白血病に
1980年代、娘の女優としての成長とシンクロするようにオニールのキャリアは下降線を辿り、主演作は急減。中期の代表作と謳われる1987年『タフガイは踊らない』で見せた渋味のある演技は風格を漂わせたが、1990年代にパートナーであったファラ・フォーセットとも破局。そして2001年、体調不良を訴え検査を受けた結果、慢性白血病に冒されていることが判明し、マスメディアに公表。闘病生活に入る。だが、生命力は衰えず、俳優としての活動も続け、2000年代に入ってもテレビ、映画ともに仕事をこなした。2006年に寛解した。
2001年、SF大作『オデッセイ2001』では久々に主演。そして、2004年には日本でも放送され好評を博しているテレビドラマ『デスパレートな妻たち』にも出演するなど、健在ぶりをみせた。
2008年から2009年にかけて、癌の闘病生活を続けているファラの介護に務めて介護の模様を描くリアリティ番組も制作されたが、メディアと視聴者、ネットユーザーらはそれはファラの数百万ドルの遺産目当てと冷ややかな評価を与えた。2009年6月25日にファラは死去したが、結局、ファラも結婚はせず、遺産は全額ファラとオニールの間に生まれた三男に贈られた。
2012年には前立腺がんであることが公表された。
2023年12月8日（現地時間）息子パトリックのInstagramにより死去したことが報告された。82歳没。

## 家族
父親チャールズ・オニールは作家、母親パトリシアは女優。女優ジョアンナ・ムーア、リー・テイラー＝ヤングと相次いで結婚、離婚を繰り返し、1980年から17年間に渡りファラ・フォーセットと同棲した結果、息子のレドモンドをもうけた。最初の妻ジョアンナとの間に娘テータム・オニールと息子グリフィン・オニール、後妻のリーとの間に息子パトリック・オニール（スポーツ記者）がいる。
2005年に長女テータムが自叙伝を出版し、父親であるライアンによる虐待を告白した。ライアンは否定したが、他の子供たちも証言した。テータムもグリフィンも父親の影響から幼少期にドラッグに手を出し、薬物中毒になった。ファラとの息子も薬物依存で苦しんでいる。

### 逮捕歴
2007年2月4日にはロサンゼルスのマリブの自宅で息子グリフィンに銃を発砲し、逮捕された。ファラ・フォーセットとの子である三男が薬物中毒だったため、グリフィンが縛っていたところ、それを見つけたライアンが怒り、火かき棒でグリフィンに襲いかかった。グリフィンはよけ、彼の臨月になっていた婚約者に当たった。火かき棒をグリフィンに取られたライアンは、銃を彼に向け発砲した。
2008年9月17日には違法薬物所持の容疑で三男と共に逮捕された。同年6月には娘のテータムも逮捕されている。

## 出演

### 映画
| 公開年 | 邦題 原題                                                            | 役名                     | 備考       |
| ------ | -------------------------------------------------------------------- | ------------------------ | ---------- |
| 1969年 | 悪女のたわむれ The Big Bounce                                        | ジャック・ライアン       |            |
| 1970年 | 栄光への賭け The Game                                                | スコット・レイノルズ     |            |
| 1970年 | ある愛の詩 Love Story                                                | オリバー・バーレット四世 |            |
| 1970年 | 恐怖の復讐鬼 Love Hate Love                                          | ラス                     | テレビ映画 |
| 1971年 | 夕陽の挽歌 Wild Rovers                                               | フランク・ポスト         |            |
| 1972年 | おかしなおかしな大追跡 What's Up, Doc?                               | ハワード・バニスター     |            |
| 1973年 | おかしなおかしな大泥棒 The Thief Who Came to Dinner                  | ウェブスター・マッギー   |            |
| 1973年 | ペーパー・ムーン Paper Moon                                          | モーゼ                   |            |
| 1975年 | バリー・リンドン Barry Lyndon                                        | バリー・リンドン         |            |
| 1976年 | ニッケルオデオン Nickelodeon                                         | レオ・ハリガン           |            |
| 1977年 | 遠すぎた橋 A Bridge Too Far                                          | ギャビン准将             |            |
| 1978年 | ザ・ドライバー The Driver                                            | ザ・ドライバー           |            |
| 1978年 | 続・ある愛の詩 Oliver's Story                                        | オリバー・バレット       |            |
| 1979年 | メーン・イベント The Main Event                                      | エディ・スキャンロン     |            |
| 1981年 | エメラルド大作戦 Green Ice                                           | ジョセフ                 |            |
| 1981年 | 恋のジーンズ大作戦/巨人の女に手を出すな So Fine                      | ボビー・ファイン         |            |
| 1982年 | パートナーズ Partners                                                | ベンソン                 |            |
| 1984年 | ペーパー・ファミリー Irreconcilable Differences                      | アルバート               |            |
| 1985年 | ザ・ギャンブラー Fever Pitch                                         | スティーヴ・タガート     |            |
| 1987年 | タフガイは踊らない Tough Guys Don't Dance                            | ティム・マッデン         |            |
| 1989年 | ワン・モア・タイム Chances Are                                       | フィリップ・トレイン     |            |
| 1989年 | ファラ・フォーセット/薔薇の秘密 Small Sacrifices                     | ルー・ルイストン         | テレビ映画 |
| 1992年 | たった一度のクリスマス/ある逃亡者との物語 The Man Upstairs           | ムーニー・ポラスキー     | テレビ映画 |
| 1997年 | アラン・スミシー・フィルム An Alan Smithee Film: Burn Hollywood Burn | ジェームズ・エドモンズ   |            |
| 1998年 | ゼロ・エフェクト Zero Effect                                         | ジョージ・スターク       |            |
| 1999年 | エクスタシーをさがして Coming Sonn                                   | ディック                 |            |
| 2000年 | ザ・リスト/官能の罠 The List                                         | リチャード・ミラー       |            |
| 2001年 | オデッセイ2001 Epoch                                                 | アレン                   | テレビ映画 |
| 2002年 | ニューヨーク最後の日々 People I know                                 | ケアリー・ローナー       |            |
| 2003年 | お坊ちゃまはラッパー志望 Malibu's Most Wanted                        | ビル                     |            |

### テレビシリーズ
| 放映年          | 邦題 原題                                 | 役名                                     | 備考          |
| --------------- | ----------------------------------------- | ---------------------------------------- | ------------- |
| 1962年 - 1963年 | Empire                                    | タル・ギャレット                         | 28エピソード  |
| 1964年 - 1969年 | ペイトンプレイス物語 Peyton Place         | ロドニー・ハリントン                     | 458エピソード |
| 1991年          | グッド・スポーツ Good Sports              | ボビー・タネン                           | 15エピソード  |
| 2003年          | miss match ミス・マッチ Miss Match        | ジェロルド・フォックス                   | 18エピソード  |
| 2005年          | デスパレートな妻たち Desperate Housewives |                                          | エピソード    |
| 2010年          | 新ビバリーヒルズ青春白書 90210            | スペンス・モンゴメリー                   | 3エピソード   |
| 2007年 - 2017年 | BONES Bones                               | マックス・キーナン／トビー・コルター神父 | 18エピソード  |